# Padang XI Punggasan
Padang XI Punggasan is een bestuurslaag in het regentschap Zuid-Pesisir van de provincie West-Sumatra, Indonesië. Padang XI Punggasan telt 3247 inwoners (volkstelling 2010).